# Derek Lee Ragin
Derek Lee Ragin (ur. 17 czerwca 1958) – amerykański kontratenor.

## Życiorys
Studiował w klasie fortepianu w Oberlin Conservatory of Music. Równolegle pobierał lekcje śpiewu u Richarda Andersona. Rozpoczął swoją operową karierę biorąc udział w przedstawieniu Snu nocy letniej Benjamina Brittena jako Oberon. Po ukończeniu szkoły Ragin uczył się u Maxa von Egmonda.
W 1994 roku jego głos został wykorzystany w filmie Farinelli: ostatni kastrat, gdzie został elektronicznie połączony z głosem polskiej sopranistki Ewy Małas-Godlewskiej. Jedynym niemiksowanym utworem jest „Cara sposa”.